# 1912 no Brasil
Esta é uma cronologia dos fatos acontecimentos de ano 1912 no Brasil.

## Incumbentes
- Presidente do Brasil - Hermes da Fonseca (15 de novembro de 1910 - 15 de novembro de 1914)

## Eventos
- 10 de janeiro: Salvador, a capital do estado da Bahia, é bombardeada pela força federal, com o objetivo de forçar a renúncia de Aurélio Rodrigues Viana, então governador da Bahia.[1]
- 27 de outubro: O Bondinho do Pão de Açúcar é inaugurado na cidade do Rio de Janeiro.
- Outubro: Início da Guerra do Contestado, revolta ocorrida na fronteira entre os estados de Paraná e Santa Catarina

## Nascimentos
- 1 de janeiro: João Amazonas, político, teórico marxista e líder guerrilheiro (m. 2002).
- 18 de janeiro: Evandro Lins e Silva, jurista, jornalista, escritor e político (m. 2002).
- 30 de janeiro: Herivelto Martins, compositor (m. 1992).
- 10 de agosto: Jorge Amado, escritor (m. 2001).
- 23 de agosto: Nelson Falcão Rodrigues, dramaturgo brasileiro (m. 1980).
- 13 de dezembro: Luiz Gonzaga do Nascimento, compositor conhecido como o Rei do baião (m. 1989).
- 31 de dezembro: Edgard de Vasconcelos Barros, professor e político (m. 2003).

## Mortes
- 10 de fevereiro: Barão do Rio Branco, diplomata (n. 1845).
- 21 de fevereiro: Afonso Celso de Assis Figueiredo, político (n. 1836).[2]
- 9 de novembro: Alexandre Cassiano do Nascimento, político (n. 1856).